# Mendozellus patagonicus
Mendozellus patagonicus är en insektsart som beskrevs av Rauno E. Linnavuori 1959. Mendozellus patagonicus ingår i släktet Mendozellus och familjen dvärgstritar. Inga underarter finns listade i Catalogue of Life.